# Jürgen Läuter
Jürgen Läuter (* 5. August 1935 in Leipzig) ist ein deutscher Mathematiker und  emeritierter Professor der Universität Magdeburg.

## Leben
Läuter wuchs in Leipzig auf und studierte von 1953 bis 1958 Mathematik an der Humboldt-Universität zu Berlin. Er promovierte 1973 bei Manfred Peschel mit einer Arbeit zur Computerimplementation statistischer Algorithmen. Von 1980 bis 1990 leitete er eine Arbeitsgruppe am Karl-Weierstraß-Institut für Mathematik.
Von 1990 bis zu seiner Emeritierung 2000 war er Professor für Biometrie und Direktor des Instituts für Biometrie und Medizinische Informatik der Universität Magdeburg.
Sein Bruder Henning Läuter (* 1944) ist emeritierter Professor für Mathematik (Fakultät für Mathematik, Lehrstuhl Mathematische Statistik, Universität Potsdam).

## Wirken
Läuters Forschungsgebiet ist die multivariate Statistik. Zusammen mit Heinz Ahrens schrieb er 1974 das Standardlehrbuch „Mehrdimensionale Varianzanalyse“, welches sowohl in der DDR als auch im gesamten Ostblock sehr populär war. In späteren Jahren untersuchte er Methoden zur Stabilisierung multivariater Verfahren, etwa durch Dimensionsreduktion (Läuter 1992).
Ein weiteres Wirkungsgebiet von Läuter war die Entwicklung von Software für statistische Analysen. Die Sprache DIST (Daten – Interpretation – Strukturierung – Transformation, Läuter 1981) war ein Vorläufer moderner statistischer Programmiersprachen.
Von 1996 bis 1999 war Läuter Herausgeber der Zeitschrift Biometrical Journal. Seit 2007 ist er Ehrenmitglied der Deutschen Region der Internationalen Biometrischen Gesellschaft. Des Weiteren wurde Läuter für sein Wirken 2016 mit der DAGStat-Medaille der Deutschen Arbeitsgemeinschaft Statistik ausgezeichnet.

## Schriften (Auswahl)
- Ahrens, Heinz, und Läuter, Jürgen (1974, 1981): Mehrdimensionale Varianzanalyse. Akademie-Verlag, Berlin.
- Läuter, Jürgen (1973): Entwicklung mathematisch-statistischer Algorithmen und ihre Realisierung auf Rechenautomaten [Dissertation]. Berlin: Akademie der Wissenschaften.
- Läuter, Jürgen (1981): Programmiersprache DIST. Dateneingabe und Datenstrukturierung. Akademie-Verlag, Berlin.
- Läuter, Jürgen (1992): Stabile multivariate Verfahren. Diskriminanzanalyse, Regressionsanalyse, Faktoranalyse. Akademie-Verlag, Berlin.